# Chileanoscopus ancorus
Chileanoscopus ancorus är en insektsart som beskrevs av Freytag och Morrison 1969. Chileanoscopus ancorus ingår i släktet Chileanoscopus och familjen dvärgstritar. Inga underarter finns listade i Catalogue of Life.